# Strażnica KOP „Grazie”
Strażnica KOP „Grazie” – zasadnicza jednostka organizacyjna Korpusu Ochrony Pogranicza pełniąca służbę ochronną na granicy polsko-sowieckiej.

## Formowanie i zmiany organizacyjne
W 1924, w składzie 3. Brygady Ochrony Pogranicza, został sformowany 7. batalion graniczny. W 1928 w skład batalionu wchodziło 16 strażnic. Strażnica KOP „Grazie” w latach 1928–1934 znajdowała się w strukturze 3. kompanii KOP „Dziwniki” . W komunikacie dyslokacyjnym z 1938 nie występuje. Strażnica liczyła około 18 żołnierzy i rozmieszczona była przy linii granicznej z zadaniem bezpośredniej ochrony granicy państwowej.
W 1932 obsada strażnicy zakwaterowana była w budynku popolicyjnym.

## Służba graniczna
Podstawową jednostką taktyczną Korpusu Ochrony Pogranicza przeznaczoną do pełnienia służby ochronnej był batalion graniczny. Odcinek batalionu dzielił się na pododcinki kompanii, a te z kolei na pododcinki strażnic, które były „zasadniczymi jednostkami pełniącymi służbę ochronną”, w sile półplutonu. Służba ochronna pełniona była systemem zmiennym, polegającym na stałym patrolowaniu strefy nadgranicznej, wystawianiu posterunków alarmowych, obserwacyjnych i kontrolnych stałych, patrolowaniu i organizowaniu zasadzek w miejscach rozpoznanych jako niebezpieczne, kontrolowaniu dokumentów i zatrzymywaniu osób podejrzanych, a także utrzymywaniu ścisłej łączności między oddziałami i władzami administracyjnymi. Strażnice KOP stanowiły pierwszy rzut ugrupowania kordonowego Korpusu Ochrony Pogranicza.
Strażnica KOP „Grazie” w 1932 ochraniała pododcinek granicy państwowej szerokości 3 kilometrów 558 metrów od słupa granicznego nr 243 do 256.
Sąsiednie strażnice:
- Strażnica KOP „Jampol” ⇔ Strażnica KOP „Kamienny Wóz” – 1928[2], 1929[3], 1931[4] , 1932[5], 1934[6]